# Владивостокская кольцевая автомобильная дорога
Владивостокская кольцевая автомобильная дорога — планирующаяся автомобильная трасса во Владивостоке.
Проект автодороги предусматривает строительство трассы вдоль Амурского залива и соединение трассы с транспортной сетью острова Русский через разводной мост на остров Елены с мыса Эгершельд, транспортные развязки на острове Русском: на Университетском проспекте у Русского моста, к посёлку Канал.
Минтранс Приморья представил концепцию Владивостокской кольцевой автомобильной дороги, предусматривающую не разводной, а висячий мост на остров Елены.

## Этапы реализации
3 февраля 2015 года главой Владивостока и губернатором народного правительства Яньбянь-Корейского автономного округа подписано соглашение о сотрудничестве на текущий год, в котором зафиксирована заинтересованность сторон соглашения в реализации ВКАД.